# Nima Arkani-Hamed
Nima Arkani-Hamed (in persiano: نیما ارکانی حامد; Houston, il 5 aprile 1972) è un fisico teorico statunitense naturalizzato canadese, con interessi nella fisica delle alte energie, teoria delle stringhe e cosmologia.

## Biografia
I genitori di Arkani-Hamed, Jafargholi "Jafar" Arkani-Hamed e Hamideh Alasti, sono entrambi fisici dell'Iran. Suo padre, originario di Tabriz, aveva lavorato per il programma Apollo nei primi anni '70, è stato presidente del dipartimento di fisica presso l'Università di Sharif a Teheran, e in seguito ha insegnato Scienze della Terra e Planetologia presso l'Università McGill a Montréal. Arkani-Hamed è nato a Houston e ha trascorso i primi anni della sua vita tra Iran e Stati Uniti. Accompagnava suo padre nelle escursioni a Teheran quasi ogni fine settimana.
Dopo la rivoluzione islamica del 1979, la famiglia di Arkani-Hamed decise di tornare in Iran, poiché il nuovo governo iraniano aveva promesso libertà di espressione e possibilità. Tuttavia, la Rivoluzione culturale, seguita alla rivoluzione del 1979, portò alla chiusura forzata delle università iraniane. Il padre di Arkani-Hamed, Jafar, che all'epoca lavorava all'Università di Sharif di Teheran, ha scritto una petizione con i suoi colleghi denunciando le chiusure. Il padre di Arkani-Hamed e i suoi colleghi sono stati successivamente inseriti nella lista nera dal nuovo governo; coloro che sono stati catturati sono stati imprigionati o impiccati. Suo padre, che in seguito ha dovuto andare "underground", ha pagato tutti i risparmi di una vita per portare lui e la sua famiglia fuori il paese. Arkani-Hamed, che all'epoca aveva 10 anni, fuggì con la sua famiglia in Canada.

## Carriera
Si laurea con lode in matematica e fisica all'Università di Toronto e successivamente si trasferisce all'Università della California a Berkeley dove lavora con Lawrence Hall, completando il suo dottorato nel 1997.
Come post-doc a Stanford collabora con il fisico Savas Dimopoulos alla teoria delle dimensioni addizionali grandi, o modello ADD (modello di Arkani-Hamed, Dimopoulos e Dvali), per spiegare la debolezza dell'interazione gravitazionale rispetto alle altre interazioni.
Nel 1999 torna a Berkeley come membro della facoltà di fisica, visitando Harvard durante la primavera del 2001. Nell'autunno del 2002 diventa ufficialmente membro della facoltà a Harvard e nel 2003 vince la Medaglia Gribov della European Physical Society.
Nel 2008 Arkani-Hamed vice il premio "Raymond and Beverly Sackler" dell'Università di Tel Aviv, istituito per giovani scienziati che abbiano dato contributi eccezionali e fondamentali nella fisica.
Dopo essere stato professore di fisica a Harvard dal 2002 al 2008, ora è membro dell'Institute for Advanced Study.
Dal 2008 comincia a lavorare attivamente su un'alternativa alla standard teoria quantistica dei campi perturbativa. Lo studio si basa sull'uso della Teoria dei twistor, di N=4 Supersimmetria e di N=8 Supergravità. L'idea è di trovare una teoria che non sia legata ai concetti di unitarietà e località manifesti. Questi concetti dovrebbero ancora far parte della teoria in una forma nascosta o comunque non esplicita, e la teoria si focalizzerebbe invece sul calcolo delle ampiezze di probabilità. La località e l'unitarietà emergerebbero naturalmente da questa teoria solo in un secondo momento. Riguardo a questi suoi studi, il 4 giugno 2010 ha dichiarato, durante il suo intervento alla Conferenza "Planck 2010" al CERN di Ginevra: "Posso senz'altro dire che questo è l'argomento di ricerca più importante di cui mi sia occupato in tutta la mia vita", e riguardo alla teoria stessa ha dichiarato: "decenni fa Feynman ci ha fatto comprendere l'importanza dello Spaziotempo nella teoria quantistica dei campi, ora è arrivato il momento di sottrarre lo spaziotempo dalla teoria quantistica dei campi e muoverci verso una teoria più completa".
Ha preso parte, nel 2013, al film documentario Particle Fever.
Nell'ultimo decennio la sua ricerca si è maggiormente focalizzata sullo studio delle ampiezze di scattering delle teorie quantistiche di campo usando idee di geometria algebrica e tropicale, introducendo il concetto di amplituedro.